# Yevgeny Maksimovich Primakov
Yevgeny Maksimovich Primakov (tiếng Nga: Евге́ний Макси́мович Примако́в, đã Latinh hoá: Yevgeniy Maksimovich Primakov tại Kiev. Ukraina, mất ngày 26 tháng 6 năm 2015 tại Moskva, Liên Bang Nga) là một chính trị gia người Nga, một cựu lãnh đạo KGB  và là cựu Thủ tướng Nga. Ông cũng là Người phát ngôn cuối cùng của Liên bang Xô viết của Xô viết Tối cao Liên xô, và Bộ trưởng Ngoại giao Nga. Primakov là một viện sĩ và là thành viên của đoàn chủ tịch Viện Hàn lâm Khoa học Nga.

## Tuổi trẻ
Primakov sinh tại Kiev, Cộng hoà Xã hội chủ nghĩa Ukraina, và lớn lên ở Tbilisi, Cộng hoà Xã hội chủ nghĩa Gruzia. Ông là hậu duệ của Eugeny nhưng thời tuổi trẻ không có gì nổi bật, không có thông tin đáng tin cậy được biết về cha ông (người có thể đã bị thanh trừng) và có những tin đồn trên truyền thông rằng Primakov là con nuôi. Ông học tập tại Viện Nghiên cứu Phương đông Moskva, tốt nghiệp năm 1953 và đã học cao học tại trường Đại học Quốc gia Moskva. Từ 1956 tới 1970, ông làm việc như một nhà báo cho đài tiếng nói Liên xô và một phóng viên tại Trung Đông cho tờ báo Pravda. Trong thời gian này, ông thường xuyên gửi tin tức về các phi vụ tình báo tại Trung Đông và Hoa Kỳ như một cộng tác viên của KGB với mật danh MAKSIM.

## Khởi đầu sự nghiệp chính trị
Với tư cách là một nghiên cứu viên cao cấp của Viện Kinh tế Thế giới và Quan hệ Quốc tế thuộc Viện Khoa học Liên xô, Primakov gia nhập tầng lớp khoa học năm 1962. Từ ngày 30 tháng 12 năm 1970 tới 1977, ông làm Phó Viện trưởng Viện Kinh tế Thế giới và Quan hệ Quốc tế. Từ 1977 đến 1985 ông làm Giám đốc Viện Nghiên cứu phương Đông, Viện Hàn lâm Khoa học Liên xô thuộc Viện Hàn lâm Khoa học Liên xô. Trong thời gian này ông cũng làm Phó chủ tịch thứ nhất của Ủy ban Hòa bình Liên xô, một cơ quan tuyên truyền đối ngoại của KGB. Năm 1985 ông quay lại Viện Kinh tế Thế giới và Quan hệ Quốc tế, làm Viện trưởng tới năm 1989.
Primakov tham gia vào chính trị năm 1989, với chức vụ Chủ tịch Xô viết Liên bang, một trong hai viện của nghị viện Liên xô. Từ năm 1990 đến 1991 ông là một thành viên của Hội đồng Tổng thống của Mikhail Gorbachev. Ông làm đặc phái viên đặc biệt của Gorbachev tại Iraq trước cuộc Chiến tranh Vùng Vịnh, và đã thực hiện các cuộc đàm phán với Tổng thống Saddam Hussein.

## Chỉ huy tình báo
Sau thất bại của cuộc đảo chính tháng 8 năm 1991, Primakov được chỉ định làm Phó chủ tịch thứ nhất của KGB kiêm Giám đốc Cơ quan Tình báo Nước ngoài SVR, và giữ chức vụ này từ năm 1991 đến năm 1996. Ông là giám đốc dân sự đầu tiên của cơ quan này.

## Bộ trưởng ngoại giao
Primakov giữ chức Bộ trưởng ngoại giao từ tháng 1 năm 1996 đến tháng 9 năm 1998. Trên cương vị này, ông đã giành được sự tôn trọng cả trong nước và danh tiếng như một người cứng rắn cương quyết ở nước ngoài một người ủng hộ mạnh mẽ và thực tế cho những lợi ích của Nga, và một người phản đối sự mở rộng của NATO tới các nước thuộc khối Đông Âu cũ, dù vào ngày 27 tháng 5 năm 1997, sau 5 tháng đàm phán với Tổng thư ký NATO Javier Solana, Nga đã ký Luật Nền tảng, được coi là đánh dấu sự chấm dứt của những sự thù địch của thời Chiến tranh Lạnh.
Ông cũng nổi tiếng là một người ủng hộ Chủ nghĩa đa cực như một sự thay thế cho sự độc quyền chính trị toàn cầu của Hoa Kỳ sau sự sụp đổ của Liên xô và cuộc Chiến tranh Lạnh. Primakov đã kêu gọi một chính sách đối ngoại của Nga dựa trên sự hoà giải với chi phí thấp trong khi mở rộng ảnh hưởng tới Trung Đông và các nước cộng hoà thuộc Liên xô cũ. Chính sách này, được gọi là "học thuyết Primakov", đã hoàn toàn thất bại. Một quan điểm khác là dù phong cách của Primakov là chống phương Tây, thực tế ông chiều theo các ý muốn phương Tây.. Primakov đã coi Nga, Trung Quốc, và Ấn Độ như là một "tam giác chiến lược" để cân bằng với Hoa Kỳ. Động thái được diễn giải bởi một số nhà quan sát như một sự đồng ý cùng chiến đấu chống lại 'các cuộc các mạng màu' ở Trung Á Samuel Huntington đã gọi nó là một liên minh chống bá chủ trong một tiểu luận có tiêu đề 'Siêu cường cô độc' Lưu trữ ngày 18 tháng 9 năm 2006 tại Wayback Machine.

## Thủ tướng
Sau khi ý định của Tổng thống Yeltsin tái lập Viktor Chernomyrdin làm thủ tướng Nga bị Duma ngăn cản tháng 9 năm 1998, tổng thống quay sang lựa chọn Primakov làm một nhân vật hứa hẹn và ông cho rằng sẽ dễ dàng được đa số nghị viện thông qua. Với tư cách thủ tướng, Primakov được công nhận vì đã thúc đầy một số cuộc cải cách vô cùng khó khăn ở Nga, đa số chúng, như cải cách thuế, trở thành một thành công lớn. Tuy quan điểm chống đối học thuyết Đơn cực của Hoa Kỳ của ông được biết đến với hầu hết người Nga, nó cũng dẫn tới một sự bất hoà mang tính thảm hoạ với phương Tây trong chiến dịch của NATO tại Kosovo, khiến nước Nga bị cô lập hoàn toàn trong những phát triển sau đó của Nam Tư cũ.
Các nhà phân tích quy việc cách chức Primakov ngày 12 tháng 5 năm 1999 của Yeltsin là một phản ứng trước lo ngại mất quyền lực vào tay một nhân vật thành công và được biết đến nhiều hơn. Primakov cũng từ chối cách chức các bộ trưởng Cộng sản khi Đảng Cộng sản Liên bang Nga lãnh đạo quá trình chuẩn bị buộc tội tổng thống không thành công. Tuy nhiên, Yeltsin đã từ chức vào cuối năm đó và được kế tục bởi thủ tướng đương thời, Vladimir Putin.
Ngày 24 tháng 3 năm 1999, Primakov đi tới Washington, D.C. trong một chuyến thăm chính thức. Khi bay qua Đại Tây Dương, ông biết rằng NATO đã bắt đầu ném bom Nam Tư. Primakov quyết định huỷ bỏ chuyến thăm, và ra lệnh cho máy bay quay đầu trên biển trở về Moskva - nó đã được gọi là cú lộn Primakov.

## Đại diện và đại diện đặc biệt
Trước khi Yeltsin từ chức, Primakov ủng hộ phái Tổ quốc - Toàn Nga, ở thời điểm đó là phe đối lập chính của Đảng thống nhất) ủng hộ Putin và cuộc tranh cử tổng thống của ông. Ban đầu được coi là người có nhiều tiềm năng, Primakov nhanh chóng bị các phái trung thành với Vladimir Putin vượt qua trong cuộc bầu cử Duma tháng 12 năm 1999. Primakov chính thức từ bỏ chạy đua vào chức tổng thống trong bài phát biểu trên TV ngày 4 tháng 2 năm 2000  Lưu trữ ngày 6 tháng 6 năm 2011 tại Wayback Machine chưa đầy hai tháng trước cuộc bầu cử tổng thống ngày 26 tháng 3. Ngay sau đó ông trở thành cố vấn và đồng minh chính trị của Putin. Ngày 14 tháng 12 năm 2001, Primakov trở thành Chủ tịch Phòng Thương mại và Công nghiệp Nga.

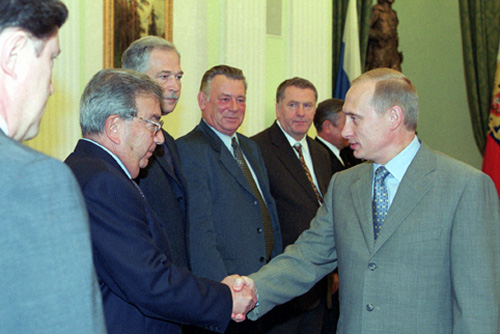
Lãnh tụ phái Tổ quốc - Toàn Nga trong Duma Yevgeny Primakov gặp gỡ Tổng thống Vladimir Putin, 2000

Tháng 2 và tháng 3 năm 2003, ông tới thăm Iraq và đàm phán với Tổng thống Iraq Saddam Hussein, với tư cách đại diện đặc biệt của Tổng thống Vladimir Putin. Ông mang tới Baghdad một thông điệp từ Putin kêu gọi Saddam tự nguyện từ chức. Ông đã tìm cách ngăn chặn cuộc xâm lược Iraq năm 2003 của Hoa Kỳ, một động thái nhận được một số sự ủng hộ từ nhiều quốc gia phản đối cuộc chiến. Primakov đã đề xuất rằng Saddam phải trao lại toàn bộ vũ khí huỷ diệt hàng loạt của Iraq cho Liên hiệp quốc, trong số những điều khác. Primakov nhớ lại "Saddam đã đập vào khuỷu tay tôi và đi ra ngoài phòng". Saddam thể hiện sự tin cậy rằng không có điều gì tồi tệ sẽ xảy ra với cá nhân ông. Theo ý kiến của Primakov, lòng tin này là kết quả của mối quan hệ mật của Iraq với Hoa Kỳ, và sự hành quyết nhanh chóng Saddam không cho phép ông ta "nói lời cuối cùng" để phơi bày toàn bộ trò chơi. "Và nếu ông ta đã nói ra toàn bộ điều đó, Tổng thống Hoa Kỳ hiện tại sẽ khó ngồi yên trên ghế của mình", Primakov khẳng định.
Tháng 11 năm 2004, Primakov được thử nghiệm trong sứ mạng bảo vệ Tổng thống Slobodan Milošević của Nam Tư cũ, đang bị xét xử vì các tội ác chiến tranh. Trước đó, ông là lãnh đạo phái đoàn Nga gặp gỡ Slobodan Milosevic khi NATO ném bom Nam Tư.
Tới tháng 12 năm 2007, Primakov là Chủ tịch Phòng Thương mại và Công nghiệp. Tới ngày 11 tháng 12 năm 2007, ông nói trong một cuộc gặp gỡ với Putin rằng tiến trình mà Putin đang theo đuổi phải được tiếp tục, bởi Putin đang chuẩn bị rời ghế tổng thống năm 2008. Ông nói rằng có hai đe doạ với tiến trình này: một từ phía những người tự do mới và giới đầu sỏ chính trị, và một từ những người đang tìm cách phối hợp "cơ cấu nhà nước với kinh doanh" nhằm tạo ra một "xã hội thị trường hành chính".

## Đời sống học thuật
Primakov là một trong những nhà Đông phương học hàng đầu của Nga, một nhà khoa học lớn về kinh tế thế giới và quan hệ quốc tế, đặc biệt trong lĩnh vực các vấn đề phát triển tích hợp chính sách đối ngoại Nga, nghiên cứu lý thuyết và thực tiễn của các cuộc khủng hoảng và xung đột quốc tế, nghiên cứu quá trình tiến triển văn minh loài người, các vấn đề quốc tế, các vấn đề kinh tế-xã hội và chính trị của các nước đang phát triển. Từ năm 1988, Primakov là Thư ký Hàn lâm của Phân viện Quan hệ Quốc tế và Kinh tế Thế giới, và thành viên của Đoàn chủ tịch Viện hàn lâm Khoa học Liên xô. Ngày 26 tháng 5 năm 2008 Primakov được bầu làm thành viên Đoàn chủ tịch Viện hàn lâm Khoa học Nga.

## Qua đời
Ngày 26 tháng 6 năm 2015, người phát ngôn Phủ Tổng thống Nga Dmitry Peskov cho biết, cựu Thủ tướng Nga Yevgeny Primakov đã qua đời tại Moskva ở tuổi 85 sau một thời gian dài chống chọi với bệnh tật. Tổng thống Nga Vladimir Putin đã được thông báo về sự ra đi của cựu Thủ tướng Primakov và đã gửi lời chia buồn sâu sắc tới gia quyến và bạn bè ông. Điện Kremli đánh giá" "Ông là một chính khách, một học giả, một chính trị gia và đã để lại một di sản vĩ đại".
Tang lễ cựu Thủ tướng Nga Yevgeny Primakov chính thức được tổ chức vào ngày 29 tháng 6 năm 2015 tại Hội trường Kolomna ở trung tâm thủ đô Moskva. Thi hài của ông sẽ được an táng vào buổi chiều cùng ngày tại nghĩa trang Novodevichi nổi tiếng ở Moskva, nơi yên nghỉ của các nhà chính trị, các nhà khoa học và các nhà anh hùng dân tộc của nước Nga.

## Các giải thưởng
- Huân chương Phục vụ Tổ quốc Hạng 2 (1998)
- Huân chương Phục vụ Tổ quốc Hạng 3
- Huân chương Danh dự (2004)[14]
- Huân chương Cờ đỏ của người Lao động (1975)
- Huân chương Hữu nghị các Dân tộc (1979)
- Huân chương Biểu tượng Danh dự (1985)
- Huân chương Yaroslav I Thông thái Hạng 5 (Ukraina, 2004)[15]
- Huân chương Danaker (Kyrgyzstan)[16]
- Huân chương Hữu nghị các Dân tộc (Belorussia, 2005)[17]
- Huân chương Hữu nghị (Tajikistan, 1999)
- Huân chương Dostyk Hạng 1 (Kazakhstan) (2007)
- Người được tặng Giải thưởng Nhà nước Liên xô (1980)
- Người được tặng Giải thưởng Nasser (1974)
- Người được tặng Giải thưởng Avicenna (1983)
- Người được tặng Giải thưởng George F. Kennan (1990)
- Người được tặng Giải thưởng Hugo Grotius vì sự đóng góp to lớn vào sự phát triển luật pháp quốc tế và sự tạo lập một học thuyết thế giới đa cực (2000).
- Giải Demidov (2012)